# FC Atyrau
Football Club Atyrau (tiếng Kazakh: «Атырау» футбол клубы) là một câu lạc bộ bóng đá Kazakhstan đến từ Atyrau, đang thi đấu tại Giải bóng đá ngoại hạng Kazakhstan, hạng cao nhất của bóng đá Kazakhstan. Sân nhà của câu lạc bộ là Sân vận động Munaishy 8.690 chỗ ngồi và thi đấu kể từ khi thành lập.

## Lịch sử
Thành lập với tên gọi Prikaspiets năm 1980, họ chỉ thi đấu hai mùa giải ở Giải bóng đá hạng nhì quốc gia Xô viết. Năm 2000, câu lạc bộ được tái lập với tên gọi Akzhaiyk để thi đấu ở Giải bóng đá hạng nhất quốc gia Kazakhstan. Mùa giải tiếp theo, họ thăng hạng Giải bóng đá ngoại hạng Kazakhstan với tên gọi mới Atyrau. Màu sắc câu lạc bộ, thể hiện trên biểu trưng và trang phục, có màu xanh lục và trắng. Biểu trưng câu lạc bộ là một tấm khiên có sọc xanh lục và trắng và một giọt dầu rơi trong quả bóng ở giữa, thể hiện vai trò của thành phố trong công nghiệp dầu.
Ngày 14 tháng 12 năm 2016, Atyrau bổ nhiệm Zoran Vulić làm huấn luyện viên.

### Lịch sử giải quốc gia
| Mùa giải | Giải đấu | Giải đấu | Giải đấu | Giải đấu | Giải đấu | Giải đấu | Giải đấu | Giải đấu | Giải đấu | Cúp bóng đá Kazakhstan | Vua phá lưới          | Vua phá lưới | Huấn luyện viên                         |
| Mùa giải | Hạng     | Vị thứ   | St       | T        | H        | B        | BT       | BB       | Đ        | Cúp bóng đá Kazakhstan | Cầu thủ               | Giải đấu     | Huấn luyện viên                         |
| -------- | -------- | -------- | -------- | -------- | -------- | -------- | -------- | -------- | -------- | ---------------------- | --------------------- | ------------ | --------------------------------------- |
| 2001     | thứ 1    | 2        | 32       | 21       | 7        | 4        | 53       | 16       | 70       |                        | Makayev               | 17           | Talgayev                                |
| 2002     | thứ 1    | 2        | 32       | 19       | 6        | 7        | 43       | 22       | 63       |                        | Kitsak                | 11           | Talgayev                                |
| 2003     | thứ 1    | 4        | 32       | 16       | 5        | 11       | 48       | 42       | 53       |                        | Agabaýew              | 14           | Holokolosov                             |
| 2004     | thứ 1    | 5        | 36       | 20       | 11       | 5        | 49       | 31       | 71       |                        | Eremeev               | 14           | Holokolosov                             |
| 2005     | thứ 1    | 10       | 30       | 10       | 7        | 13       | 32       | 36       | 37       |                        |                       |              | Holokolosov / Timofeev                  |
| 2006     | thứ 1    | 14       | 30       | 8        | 5        | 17       | 25       | 47       | 29       |                        |                       |              | Averyanov                               |
| 2007     | thứ 1    | 14       | 30       | 8        | 6        | 16       | 29       | 39       | 30       |                        |                       |              | Yeremeyev / Baiseitov                   |
| 2008     | thứ 1    | 15       | 30       | 3        | 10       | 17       | 22       | 54       | 19       | Vòng Hai               |                       |              | Volgin / Yeremeyev / Andreyev           |
| 2009     | thứ 1    | 6        | 26       | 11       | 7        | 8        | 37       | 29       | 40       | Vô địch                | Zubko                 | 9            | Shokh / Masudov                         |
| 2010     | thứ 1    | 5        | 32       | 13       | 5        | 14       | 36       | 44       | 44       | Tứ kết                 | Frunză                | 7            | Masudov / Pasulko                       |
| 2011     | thứ 1    | 10       | 32       | 8        | 10       | 14       | 28       | 43       | 24       | Vòng Hai               | Danilyuk              | 5            | Mammadov / Azovskiy / Filipović         |
| 2012     | thứ 1    | 11       | 26       | 7        | 6        | 13       | 16       | 32       | 27       | Vòng Một               | Sigurðsson            | 3            | Filipović / Konkov                      |
| 2013     | thứ 1    | 8        | 32       | 10       | 11       | 11       | 26       | 38       | 28       | Vòng Một               | Nurybekov / Shchotkin | 4            | Radulović                               |
| 2014     | thứ 1    | 9        | 32       | 10       | 7        | 15       | 30       | 43       | 25       | Tứ kết                 | Trifunović            | 13           | Yurevich / Nikitenko                    |
| 2015     | thứ 1    | 5        | 32       | 11       | 12       | 9        | 31       | 33       | 27       | Vòng Hai               | Arzhanov / Baizhanov  | 5            | Nikitenko                               |
| 2016     | thứ 1    | 8        | 32       | 10       | 9        | 13       | 35       | 39       | 39       | Bán kết                | Arzhanov              | 8            | Nikitenko/ Konkov(Caretaker) / Mladenov |

### Lịch sử giải châu lục
| Mùa giải | Giải đấu           | Vòng đấu |          | Câu lạc bộ     | Sân nhà | Sân khách | Tổng tỉ số |  |
| -------- | ------------------ | -------- | -------- | -------------- | ------- | --------- | ---------- |  |
| 2002–03  | UEFA Cup           | 1Q       | Slovakia | Matador Púchov | 0–0     | 0–2       | 0–2        |  |
| 2003–04  | UEFA Cup           | 1Q       | Bulgaria | Levski Sofia   | 1–4     | 0–2       | 1–6        |  |
| 2010–11  | UEFA Europa League | 2Q       | Hungary  | Győr           | 0–3     | 0–2       | 0–5        |  |

## Danh hiệu
Cúp bóng đá Kazakhstan (1)2009

## Đội hình hiện tại
Tính đến 2 tháng 3 năm 2016
Ghi chú: Quốc kỳ chỉ đội tuyển quốc gia được xác định rõ trong điều lệ tư cách FIFA. Các cầu thủ có thể giữ hơn một quốc tịch ngoài FIFA.
| Số | VT | Quốc gia   | Cầu thủ            |
| -- | -- | ---------- | ------------------ |
| 1  | TM | Kazakhstan | Azamat Zhomartov   |
| 2  | HV | Kazakhstan | Aldan Baltaev      |
| 5  | HV | Kazakhstan | Aleksei Muldarov   |
| 6  | TV | Kazakhstan | Altynbek Saparov   |
| 7  | TV | Cameroon   | Guy Essame         |
| 8  | HV | Kazakhstan | Valentin Chureyev  |
| 9  | TV | Ukraina    | Volodymyr Arzhanov |
| 10 | TV | Kazakhstan | Pavel Shabalin     |
| 11 | TV | Ukraina    | Vyacheslav Sharpar |
| 12 | HV | Kazakhstan | Ruslan Esatov      |
| 13 | TĐ | Belarus    | Alyaksandr Makas   |
| 17 | TV | Kazakhstan | Ulan Konysbayev    |

| Số | VT | Quốc gia      | Cầu thủ              |
| -- | -- | ------------- | -------------------- |
| 19 | TV | Kazakhstan    | Valeri Korobkin      |
| 21 | HV | Bắc Macedonia | Aleksandar Damčevski |
| 25 | TV | Kazakhstan    | Bekzhan Onzhan       |
| 26 | TĐ | Ba Lan        | Przemysław Trytko    |
| 28 | HV | Kazakhstan    | Vladislav Kuzmin     |
| 30 | TV | România       | Alexandru Curtean    |
| 33 | HV | Pháp          | Abdel Lamanje        |
| 34 | TM | Kazakhstan    | Zhasur Narzikulov    |
| 35 | TM | Kazakhstan    | Ramil Nurmukhametov  |
| 77 | TĐ | Kazakhstan    | Kasymkhan Nakpayev   |
| 96 | TĐ | Kazakhstan    | Maxim Fedin          |

### Đội dự bị
Ghi chú: Quốc kỳ chỉ đội tuyển quốc gia được xác định rõ trong điều lệ tư cách FIFA. Các cầu thủ có thể giữ hơn một quốc tịch ngoài FIFA.
| Số | VT | Quốc gia   | Cầu thủ           |
| -- | -- | ---------- | ----------------- |
| 4  | HV | Kazakhstan | Nauryzbek Kalybai |
| 8  | TV | Kazakhstan | Salimov Alisher   |
| 25 | TV | Kazakhstan | Islam Satiev      |
| 27 | TV | Kazakhstan | Abilmansur Rochet |
| 30 | TV | Kazakhstan | Mohammed Saktash  |
| 32 | TV | Kazakhstan | Aidos Ershmanov   |
| 37 | HV | Kazakhstan | Ruslan Muftolla   |
| 46 | TĐ | Kazakhstan | Aybolat Maku      |
| 47 | TV | Kazakhstan | Alikhan Otaraly   |

| Số | VT | Quốc gia   | Cầu thủ            |
| -- | -- | ---------- | ------------------ |
| 61 | TV | Kazakhstan | Vyacheslav Borovoy |
| 63 | TM | Kazakhstan | Baibek Tusipov     |
| 74 | TV | Kazakhstan | Rinat Jumati       |
| 79 | HV | Kazakhstan | Alisher Akyns      |
| 88 | TV | Kazakhstan | Rafael Ospanov     |
| 95 | HV | Kazakhstan | Timur Sundetov     |
| 97 | HV | Kazakhstan | Zharas Mellyatov   |
| 98 | TV | Kazakhstan | Nauryzbek Zhagora  |

## Huấn luyện viên
| - Vait Talgayev (2000–02) - Oleksandr Holokolosov (2003–05) - Sergey Timofeev (2005) - Aleksandr Averyanov (2006) - Vyacheslav Yeremeyev (2007) - Bakhtiyar Baiseitov 2007) - Sergei Volgin (2008) - Vyacheslav Yeremeyev (2008) - Sergey Andreyev (2008) - Anton Shokh (2009) | - Vakhid Masudov (2009–10) - Viktor Pasulko (2010) - Ramiz Mammadov (2010–11) - Ivan Azovskiy (2011) - Zoran Filipović (2011–12) - Yuri Konkov (2012) - Miodrag Radulović (2013) - Anatoliy Yurevich (2013–14) - Vladimir Nikitenko (2014–nay) |  |